# Ligne 3 du métro de New York
 (janvier 2022).
Si vous disposez d'ouvrages ou d'articles de référence ou si vous connaissez des sites web de qualité traitant du thème abordé ici, merci de compléter l'article en donnant les références utiles à sa vérifiabilité et en les liant à la section « Notes et références ».
Pour les articles homonymes, voir Ligne 3.
La 3 Seventh Avenue Express est une ligne (au sens de desserte ou service en anglais) du métro de New York. Sa couleur est le rouge étant donné qu'elle circule sur l'IRT Broadway-Seventh Avenue Line sur la majorité de son tracé. Elle est issue du réseau de l'ancienne Interborough Rapid Transit Company (IRT) et rattachée à la Division A. 

## Histoire

Ancien icône de la ligne 3 de 1967 jusqu'en 1979.

## Stations
| Légende | Légende                                                   |
| ------- | --------------------------------------------------------- |
|         | Sert toujours cette station                               |
|         | Sert toujours cette station, sauf la nuit                 |
|         | Service limité                                            |
|         | Sert cette station durant la nuit                         |
|         | Sert toujours cette station, sauf aux heures de pointe    |
|         | Sert cette station durant les heures de points            |
|         | Sert cette station durant la semaine                      |
|         | Sert cette station durant la nuit et les fins de semaines |
|         | Sert cette station durant les fins de semaines            |

|           | Station                          | Horaires               | Correspondances                                  |
| --------- | -------------------------------- | ---------------------- | ------------------------------------------------ |
| Manhattan |                                  |                        |                                                  |
|           | Harlem – 148th Street            | Toujours               |                                                  |
|           | 145th Street                     | Toujours               |                                                  |
|           | 135th Street                     | Toujours               | (2)                                              |
|           | 125th Street                     | Toujours               | (2)                                              |
|           | 116th Street                     | Toujours               | (2)                                              |
|           | Central Park Nord – 110th Street | Toujours               | (2)                                              |
|           | 96th Street                      | Toujours               | (1) · (2)                                        |
|           | 72nd Street                      | Toujours               | (1) · (2)                                        |
|           | 42nd Street-Times Square         | Toujours               | Port Authority Bus Terminal                      |
|           | 34th Street-Penn Station         | Toujours               | Amtrak, Long Island Railroad, New Jersey Transit |
|           | 14th Street                      | Toujours, sauf la nuit | PATH                                             |
|           | Chambers Street                  | Toujours, sauf la nuit | (1) · (2)                                        |
|           | Park Place                       | Toujours, sauf la nuit | (2) · (A) · (C)                                  |
|           | Fulton Street                    | Toujours, sauf la nuit | (2) · (4) · (5) · (A) · (C) · (J) · (Z)          |
|           | Wall Street                      | Toujours, sauf la nuit | (2)                                              |
| Brooklyn  |                                  |                        |                                                  |
|           | Clark Street                     | Toujours, sauf la nuit | (2)                                              |
|           | Court Street – Borough Hall      | Toujours, sauf la nuit | (2) · (4) · (5) · (N) · (R) · (W)                |
|           | Hoyt Street-Fulton Mall          | Toujours, sauf la nuit | (2)                                              |
|           | Nevins Street                    | Toujours, sauf la nuit | (2) · (4) · (5)                                  |
|           | Atlantic Avenue                  | Toujours, sauf la nuit | Long Island Railroad                             |
|           | Bergen Street                    | Toujours, sauf la nuit | (2) · (4)                                        |
|           | Grand Army Plaza                 | Toujours, sauf la nuit | (2) · (4)                                        |
|           | Eastern Parkway-Brooklyn Museum  | Toujours, sauf la nuit | (2) · (4)                                        |
|           | Franklin Avenue                  | Toujours, sauf la nuit | (2) · (4) · (5) · (SF)                           |
|           | Nostrand Avenue                  | Toujours, sauf la nuit | (2) · (4) · (5)                                  |
|           | Kingston Avenue                  | Toujours, sauf la nuit | (2) · (4) · (5)                                  |
|           | Crown Heights – Utica Avenue     | Toujours, sauf la nuit | (2) · (4) · (5)                                  |
|           | Sutter Avenue-Rutland Road       | Toujours, sauf la nuit | (2) · (4) · (5)                                  |
|           | Saratoga Avenue                  | Toujours, sauf la nuit | (2) · (4) · (5)                                  |
|           | Rockaway Avenue                  | Toujours, sauf la nuit | (2) · (4) · (5)                                  |
|           | Junius Street                    | Toujours, sauf la nuit | (2) · (4) · (5)                                  |
|           | Pennsylvania Avenue              | Toujours, sauf la nuit | (2) · (4) · (5)                                  |
|           | Van Siclen Avenue                | Toujours, sauf la nuit | (2) · (4) · (5)                                  |
|           | New Lots Avenue                  | Toujours, sauf la nuit | (2) · (4) · (5)                                  |

## Matériel Roulant
La ligne 3 utilise 25 trains R62 depuis 1984. Auparavant, elle utilisa aussi des trains R62A.

## Exploitation
Les métros de la ligne 3 fonctionnent en continu sur l'ensemble de leur tracé, en express à Manhattan, et en omnibus à Brooklyn. En revanche, pendant le service de nuit (late nights), la ligne 3 fonctionne en express, mais uniquement sur une courte section, entre le terminus nord de Harlem – 148th Street à Harlem et la station de Times Square – 42nd Street.

## Lignes connexes
- Ligne 2 du métro de New York